# Postua
Postua (piemontesisch Pòstua) ist eine Gemeinde in der italienischen Provinz Vercelli (VC), Region Piemont.

## Lage und Einwohner
Postua liegt 52 km nördlich von Vercelli in alpinem Gebiet des Sésseratal und ist Teil der Verwaltungsgemeinschaft Comunità montana della Valle Séssera.  
Das Gemeindegebiet umfasst eine Fläche von 16 km² und hat 533 Einwohner (Stand 31. Dezember 2023). Die Nachbargemeinden sind Ailoche, Borgosesia, Caprile, Guardabosone, Scopa und Vocca.